# 布利斯多夫
布利斯多夫（德語：Bliesdorf）是德国勃兰登堡州的市镇，隶属于梅尔基施-奥得兰县，总面积为34.97平方千米，截至2020年总人口为1195人。